# 121号線 (チェコ)
チェコ国鉄121号線、別名ホスクシヴィツェ～ポドレシーン線（チェコ語;Železniční trať Hostivice–Podlešín）は、チェコ国鉄の鉄道線の名称である。
1873年、プラハ・ドゥフツォフ鉄道の路線として開業した。プラハとモスト・テプリツェ方面を結ぶ路線であったが、その役割は090号線が担っており、こちらはローカル輸送を担っている。

## 運行形態

### 普通（平日）
ホスチヴィチェ - ストルジェドクルキ/ノウトニツェ間のみの運行で、一日8-10往復の運行。うちノウトニツェまで運行される便は一日4往復に限られる。日中は運行せず、朝と夕方に1時間に1本運行し、ホスチヴィツェで120号線プラハ方面特急・快速と接続する。
2015年以前は、列車が運行されていなかった。また、2016-17年度は、ホスチヴィチェ - ストルジェドクルキ間のみの運行であった。2018-22年度は、ストルジェドクルキ以南で一日10.5往復、ノウトニツェ以南で一日5往復運行していた。2023-24年度のストルジェドクルキ - ノウトニツェ間は、一日3.5往復の運行であった。

### 普通（土曜・休日）
ホスチヴィチェ - ストルジェドクルキ間に春・夏は一日9往復・2時間間隔、秋・冬は一日7.5往復・2-3時間間隔での運行となり、ホスチヴィツェで120号線プラハ方面特急・快速と接続する。うち4往復がノウトニツェまで、2往復がスラニーまで運行される。春・夏は、スラニー発着便がツィクロフラーチェク号として運行され（うち1.5往復がドブロヴィーズ・アマゾン通過）、南は122号線経由でプラハ本駅またはスミーホフまで、北は1往復が110号線経由でズロニツェまで乗り入れる。プラハ～スラニー間は、090号線を経由するのに比べて距離が長く、所要時間も長くかかる。
なお、2015年以前は、土曜・休日の「ツィクロフラーチェク」号のみの運行で、平日と冬季には列車が運行されていなかった。また、プラハ・マサリク駅発着で、120号線に直通していた。2015年末に、ホスチヴィツェ - ストルジェドクルキ間で、2時間に1本の運行を開始。2016年末に、「ツィクロフラーチェク」号のプラハ市内ルートが122号線経由となる。ストルジェドクルキ以北が通年運行になったのは2017年末のことである。

### 過去の運行種別
- 快速「スピェシニー(Sp)」
2015年12月に運行開始。平日の早朝のみ、プラハ・ヴルショヴィツェ→ ホスチヴィツェ→ストルジェドクルキの系統が片道1本運行し、ホスチヴィツェ以南は122号線から直通していた。2016年末のダイヤ改正で普通に格下げされたが、毎日運行となり、121号線内ではイェネチ/ホストウニ/ドブロヴィーズを通過、ドブロヴィーズ・アマゾンに停車する様になった。

## 駅一覧
以下では、チェコ国鉄121号線の駅と営業キロ、停車列車、接続路線などを一覧表で示す。なお、全て各駅停車である。
| 路線名 | 駅名                                     | 駅間営業キロ | 累計営業キロ        | 累計営業キロ      | Os | 接続路線                                                                  | 所在地         | 所在地     |
| ------ | ---------------------------------------- | ------------ | ------------------- | ----------------- | -- | ------------------------------------------------------------------------- | -------------- | ---------- |
| 121    | ホスチヴィツェ駅                         | 3.9          |                     | スラニーから 37.3 | ■  | 120号線（プラハ・マサリク駅方面） 122号線（プラハ本駅方面、ルドナー方面） | 中央ボヘミア州 | 西プラハ郡 |
| 121    | イェネチ停留所                           | 3.5          |                     | 33.8              | ■  | 120号線（クラドノ方面） ※イェネチ駅発車                                   | 中央ボヘミア州 | 西プラハ郡 |
| 121    | ホストウニ・ウ・プラヒ駅                 | 2.1          |                     | 31.7              | ■  |                                                                           | 中央ボヘミア州 | 西プラハ郡 |
| 121    | ドブロヴィーズ・アマゾン駅(*1)           | 0.4          |                     | 31.3              | ●  |                                                                           | 中央ボヘミア州 | 西プラハ郡 |
| 121    | ドブロヴィーズ駅                         | 0.6          |                     | 30.7              | ■  |                                                                           | 中央ボヘミア州 | 西プラハ郡 |
| 121    | ストルジェドクルキ駅                     | 3.1          | スミーホフから 27.3 | 27.6              | ■  |                                                                           | 中央ボヘミア州 | 西プラハ郡 |
| 121    | トゥホムニェルジツェ駅                   | 1.7          | 29.0                | 25.9              | ■  |                                                                           | 中央ボヘミア州 | 西プラハ郡 |
| 121    | ノウトニツェ駅                           | 3.0          | 32.0                | 22.9              | ■  |                                                                           | 中央ボヘミア州 | 西プラハ郡 |
| 121    | コヴァーリ駅                             | 4.8          | 36.8                | 18.1              | ■  |                                                                           | 中央ボヘミア州 | クラドノ郡 |
| 121    | ザーコラニ停留所                         | 2.1          | 38.9                | 16.0              | ■  | 093号線（クラルピ方面、クラドノ方面） ※ザーコラニ駅発車                   | 中央ボヘミア州 | クラドノ郡 |
| 121    | コレチ駅                                 | 2.4          | 41.3                | 13.6              | ■  |                                                                           | 中央ボヘミア州 | クラドノ郡 |
| 121    | ジェレニツェ・ウ・スラネーホ駅（休止中） | (2.8)        | (44.1)              | (10.8)            | ｜ |                                                                           | 中央ボヘミア州 | クラドノ郡 |
| 121    | ポドレシーン駅                           | (3.9) 6.7    | 48.0                | 6.9               | ■  | 110号線（クラルピ方面）                                                   | 中央ボヘミア州 | クラドノ郡 |
| 110    | スラニー郊外駅                           | 4.1          | 52.1                | 2.8               | ■  |                                                                           | 中央ボヘミア州 | クラドノ郡 |
| 110    | スラニー駅                               | 2.8          | 54.9                | 0.0               | ■  | 110号線（ロウニ方面）                                                     | 中央ボヘミア州 | クラドノ郡 |

(*1): 2016年11月開業。